# Waterview (Maryland)
Waterview es un lugar designado por el censo ubicado en el condado de Wicomico en el estado estadounidense de Maryland. En el Censo de 2010 tenía una población de 40 habitantes y una densidad poblacional de 31,2 personas por km².

## Geografía
Waterview se encuentra ubicado en las coordenadas 38°14′55″N 75°54′0″O / 38.24861, -75.90000. Según la Oficina del Censo de los Estados Unidos, Waterview tiene una superficie total de 1.28 km², de la cual 1.27 km² corresponden a tierra firme y (1.01%) 0.01 km² es agua.

## Demografía
Según el censo de 2010, había 40 personas residiendo en Waterview. La densidad de población era de 31,2 hab./km². De los 40 habitantes, Waterview estaba compuesto por el 97.5% blancos, el 0% eran afroamericanos, el 0% eran amerindios, el 2.5% eran asiáticos, el 0% eran isleños del Pacífico, el 0% eran de otras razas y el 0% pertenecían a dos o más razas. Del total de la población el 0% eran hispanos o latinos de cualquier raza.